# Miguel de Guzmán (1595-1619)

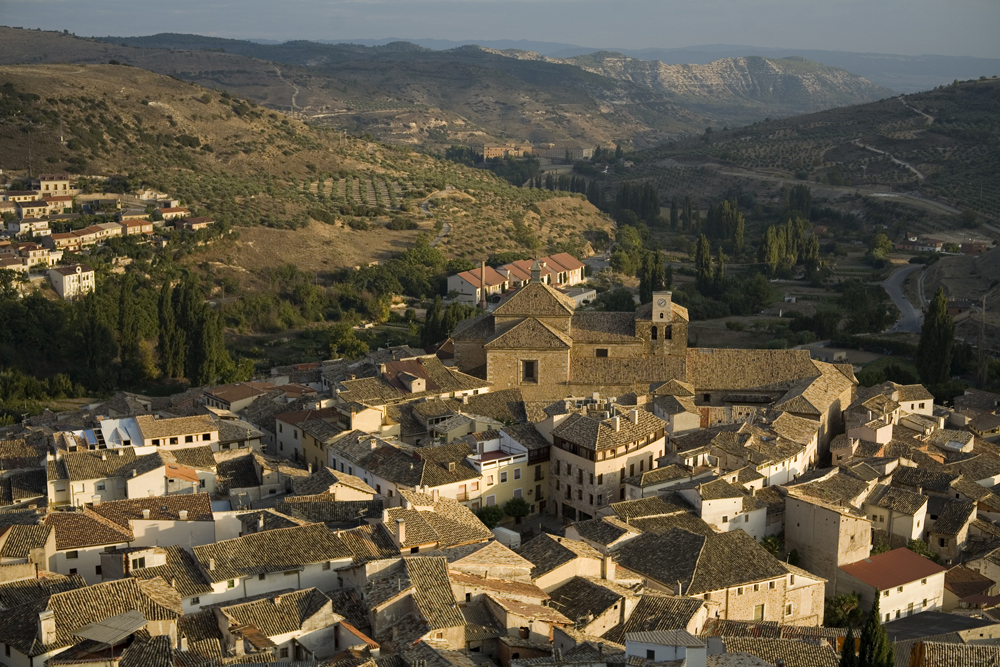
Vista de Pastrana en cuyas cercanías murió Miguel

Miguel de Guzmán (según algunas fuentes Manuel de Guzmán) (1595-Pastrana, 1619) fue un noble español, hijo de Alonso de Guzmán y Sotomayor, VII duque de Medina Sidonia.

## Biografía
Fue uno de los hijos del matrimonio formado por Alonso de Guzmán y Sotomayor, VII duque de Medina Sidonia y Ana de Silva y Mendoza, hija de Ruy Gómez de Silva, I príncipe de Éboli. Tuvo trece hermanos, entre los que destacan:
- Manuel Alonso Pérez de Guzmán el Bueno, VIII duque de Medina-Sidonia, cuya hija Luisa Francisca de Guzmán se casó con el duque de Braganza al que incitó a rebelarse en 1640 contra Felipe IV, llegando él a ser el rey Juan IV de Portugal, y ella reina y luego regente en la minoría de su hijo.
- Miguel Gerónimo Pérez de Guzmán, caballero de Calatrava, casado cuatro años después con la viuda del propio Miguel, Magdalena Francisca en las que serían las terceras nupcias de esta.[2]
- Alfonso Pérez de Guzmán (1594-1576), eclesiástico que llegaría a ser patriarca de las Indias.

Fue caballero de la orden de Calatrava y comendador de Abanilla en esa orden.
Contrajo matrimonio con Magdalena Francisca de Guzmán, hija de Tello de Guzmán y Toledo (que posteriormente sería II conde de Villaverde. Este matrimonio no tuvo descendencia.
El 22 de agosto de 1619, salió a cazar en las cercanías de Pastrana junto con un esclavo turco. Murió como consecuencia del impacto de un rayo, salvándose quien lo acompañaba.
Tras su muerte, su viuda contrajo dos matrimonios:
- En noviembre de 1622, con Diego Pimentel,[4] caballero de la Orden de Alcántara y comendador de Mayorga en la orden; hijo de Juan Alonso Pimentel y Enríquez de Herrera, V duque de Benavente, etc. y de su segunda esposa, Mencía de Zúñiga Mendoza y Requesséns, viuda del III marqués de los Vélez.
- Tras la muerte del anterior, casaría con el propio hermano de Miguel; el citado Miguel Gerónimo Pérez de Guzmán.[2]

## En la literatura
Su muerte fue objeto de diversas composiciones líricas de ilustres poetas de la época. Destacan:
- Francisco López de Zárate en dos sonetos que empiezan con: 1) Teme el fuego abreviar últimos plazos, y 2) No es sacrílego el rayo que derriba;[5]
- Bartolomé Leonardo de Argensola, en su composiciones que empiezan por: 1) Tu fe, oh Guzmán, obró en los cielos tanto,[6] y 2) Respetó el rayo tus virtudes tanto;
- Paravicino, en dos sonetos, que comienzan por 1) Ten, no pises ni pases sin cuidado, y 2) Yace aquí un cisne en flores que batiendo;[7]
- Lope de Vega en su soneto Venerable a los montes laurel fuera;[8]
- Sebastián Francisco de Medrano, en su soneto que comienza por Manda la gran deidad, que un bueno muera.[9][10]

Además en ocasiones se relaciona el soneto burlesco de Góngora, Tonante monseñor, con su muerte. Góngora tenía una cierta enemistad a Tello de Guzmán, suegro de Miguel.